# Katsia Zingarevitch
Katsia Zingarevich, née Katsia Damankova (en russe : Катя Даманькова - Katia Damankova) à Minsk en 1990, est un mannequin biélorusse.
À l'âge de 16 ans, Katsia Damankova a remporté le concours Supermodel of the World de l'agence Ford Models. Elle a défilé pour de nombreuses maisons de couture et tourné dans des spots publicitaires pour H&M.
Mariée en 2009, elle a pris le nom de son époux, Zingarevich.
En 2010, elle a été choisie pour défiler pour Victoria's Secret.